# Philipp Köhler
Pour les articles homonymes, voir Köhler.
Philipp Koehler (né le 6 août 1859 à Langsdorf et mort le 10 janvier 1911 à Langsdorf) est agriculteur, maire et député du Reichstag.

## Biographie
Philipp Köhler est le fils du fermier Johann Henrich Köhler XI (1833-1896) et son épouse Katharina née Hofmann (1838-1918). Köhler étudie à l'école primaire de Langsdorf de 1865 à 1871, à une école privée à Hungen en 1872 et au lycée de Darmstadt de 1872 à 1874. Après cela, il est agriculteur à Langsdorf et Bettenhausen. En 1882, il sert dans le 116e régiment d'infanterie (de) à Giessen. En 1884, Philipp Köhler, qui est de confession protestante, épouse Dorothea, née Bommersheim (1863-1936). Entre 1897 et 1906, il est maire, chef du tribunal local et greffier de Langsdorf. Il est également membre de la seconde chambre de Hesse à partir de 1890 pour la circonscription Haute-Hesse 2 / Butzbach et en 1893 pour la circonscription électorale Haute-Hesse 4 / Hungen-Lich. En 1899 et 1905, il est élu à l'unanimité. Il appartient au syndicat des agriculteurs de Hesse. Depuis décembre 1905, il est deuxième président de la seconde chambre des États du Grand-Duché de Hesse jusqu'à son départ en 1911. En outre, il est l'initiateur et membre du conseil d'administration de la Chambre d'agriculture grand-ducale de Hesse et membre du comité de l'association agricole de la province de Haute-Hesse. Il est le fondateur de nombreuses associations publiques, coopératives, etc. Sous Otto Böckel, il est cofondateur de l'Association des agriculteurs d'Allemagne centrale en 1890, et depuis 1894 président de cette association, qui en 1904 devient membre de la Fédération des agriculteurs.
De 1893 à 1903, il est député du Reichstag pour la 1re circonscription du Grand-duché de Hesse (Giessen, Grünberg (de), Nidda (de)) avec le Parti allemand de la réforme. De 1907 à 1912, Köhler représente à nouveau la circonscription au Reichstag, où il rejoint la faction du Parti social allemand. Le 1er juillet 1896, son mandat au Reichstag est déclaré expiré parce qu'il est affecté à un bureau de poste. Au second tour, il peut défendre son mandat contre Philipp Scheidemann. De 1898 à 1903, il n'est plus membre à part entière de la faction du Parti allemand de la réforme, mais simplement stagiaire.